# Mario Antonio Cargnello
Mario Antonio Cargnello (San Fernando del Valle de Catamarca, Província de Catamarca, Argentina, 20 de março de 1952) é Arcebispo de Salta.
Mario Antonio Cargnello foi ordenado sacerdote em 8 de novembro de 1975.
O Papa João Paulo II o nomeou Bispo de Orán em 7 de abril de 1994. O Bispo de Catamarca, Elmer Osmar Ramón Miani, doou-lhe a consagração episcopal em 24 de junho do mesmo ano; Os co-consagradores foram Moisés Julio Blanchoud, Arcebispo de Salta, e Gerardo Eusebio Sueldo, Bispo de Santiago del Estero. A inauguração cerimonial (entronização) ocorreu em 16 de julho do mesmo ano.
Em 24 de junho de 1998, João Paulo II o nomeou Arcebispo Coadjutor de Salta. Depois que Moisés Julio Blanchoud se aposentou, sucedeu-o em 6 de agosto de 1999 como Arcebispo de Salta.